# Marco Beeken

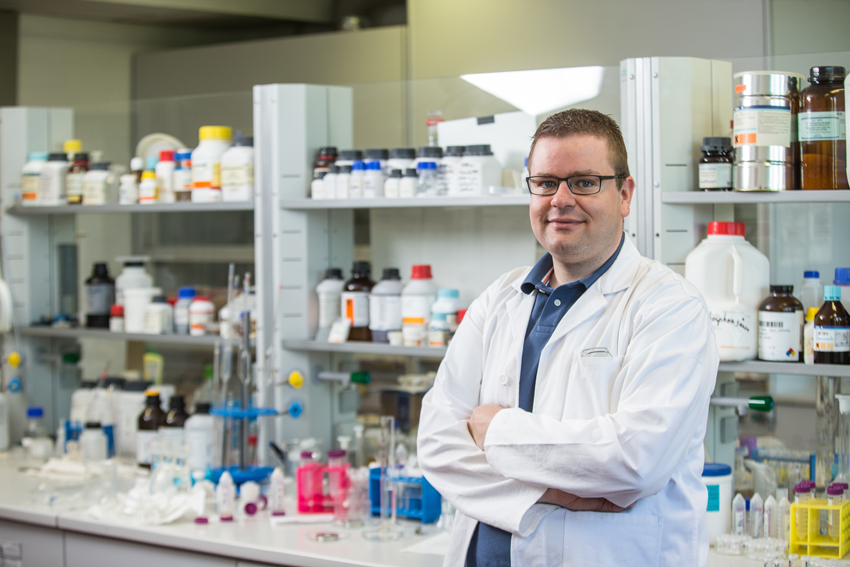
Marco Beeken (2017)

Marco Beeken (* 1981 in Cloppenburg) ist ein deutscher Professor für die Didaktik der Chemie an der Universität Osnabrück.

## Leben
Beeken schloss im Jahr 2000 die Schule mit dem Abitur am Clemens-August-Gymnasium in Cloppenburg ab. Er nahm nach seinem Zivildienst im St.-Josefs-Hospital in Cloppenburg im Jahr 2001 ein Studium für das Lehramt an Gymnasien für die Fächer Chemie und Biologie an der Carl von Ossietzky Universität Oldenburg auf. 2006 legte er das erste Staatsexamen ab und arbeitete anschließend im Arbeitskreis von Ilka Parchmann als wissenschaftlicher Mitarbeiter in der Chemiedidaktik an der Universität Oldenburg. 2010 wurde er zum Dr. phil. promoviert.

## Beruflicher Werdegang
Nach der Promotion absolvierte Beeken das Referendariat am Gymnasium in Wildeshausen und im Studienseminar Oldenburg. Das Referendariat schloss er mit dem zweiten Staatsexamen im Jahr 2011 ab. Von 2011 bis 2013 arbeitete Beeken als Studienrat am Gymnasium Rhauderfehn, von 2013 bis 2015 in gleicher Funktion am Gymnasium Liebfrauenschule in Cloppenburg. Im Sommer 2015 nahm er einen Ruf auf eine Juniorprofessur für Didaktik der Chemie an die Universität Osnabrück an. Im Mai 2018 erhielt er einen Ruf auf eine Universitätsprofessur an der Universität Osnabrück, den er zum 1. August 2018 annahm. In den Jahren 2019 und 2020 erhielt Beeken Rufe der Universität Konstanz und der RWTH Aachen, die er jedoch ablehnte und an der Universität Osnabrück verblieben ist. Sein Forschungsschwerpunkt liegt in der Entwicklung, Durchführung und Evaluation von innovativen Wissenschaftskommunikations-Formaten sowie der Entwicklung und Evaluation von Schülerlabor-Settings für das Osnabrücker Schülerlabor GreenLab_OS.

## Politik
Beeken ist Mitglied der CDU und wurde 2018 zum Vorsitzenden des CDU-Stadtverbands Cloppenburg gewählt. Seit 2016 ist er Mitglied im Rat der Stadt Cloppenburg und war dort in der Wahlperiode von 2016 bis 2021 stellvertretender Fraktionsvorsitzender der CDU-Stadtratsfraktion. Zudem war er von 2016 bis 2018 Vorsitzender des Schulausschusses. Seit November 2021 ist er Fraktionsvorsitzender der CDU-Fraktion und Gruppenvorsitzender der CDU-FDP-Zentrum-Gruppe im Rat der Stadt Cloppenburg. In der konstituierenden Ratssitzung vom 1.11.21 wurde Beeken zum stellvertretenden Bürgermeister der Stadt Cloppenburg gewählt. Im November 2022 gab Beeken den Vorsitz des Stadtverbandes an seinen Nachfolger Ludger Schwarte ab.